# Prakash Amritraj
Prakash Amritraj (Los Angeles, 2 ottobre 1983) è un ex tennista indiano.
È figlio di Vijay Amritraj, nonché nipote di Anand Amritraj, entrambi ex tennisti.

## Carriera
In carriera ha raggiunto una finale nel singolare agli Hall of Fame Tennis Championships nel 2008, e una di doppio al Chennai Open nel 2006, in coppia con Rohan Bopanna. Nei tornei del Grande Slam ha ottenuto il suo miglior risultato raggiungendo il terzo turno nel doppio a Wimbledon nel 2009, in coppia con il pakistano Aisam-ul-Haq Qureshi.
In Coppa Davis ha giocato un totale di 18 partite, ottenendo 7 vittorie e 11 sconfitte.

## Statistiche

### Singolare

#### Finali perse (1)
| Numero | Anno           | Torneo                                     | Superficie | Avversario in finale | Punteggio |
| 1.     | 13 luglio 2008 | Hall of Fame Tennis Championships, Newport | Erba       | Fabrice Santoro      | 3-6, 5-7  |

### Doppio

#### Finali perse (1)
| Numero | Anno           | Torneo                | Superficie | Compagno      | Avversari in finale       | Punteggio |
| 1.     | 8 gennaio 2006 | Chennai Open, Chennai | Cemento    | Rohan Bopanna | Michal Mertiňák Petr Pála | 2-6, 5-7  |